# ラジオ・チャリティ・ミュージックソン (ラジオ沖縄)
『ラジオ・チャリティ・ミュージックソン』は、ラジオ沖縄（ROK）で毎年12月24日から12月25日にわたって放送されるチャリティーラジオ番組。ニッポン放送ほかで同日に放送される「ラジオ・チャリティ・ミュージックソン」の沖縄県ローカル版（企画ネット番組）である。

## 概要
- ラジオ沖縄本社1階の放送本部の他に、那覇市や浦添市に拠点が設けられる。

### 特徴
- 黄色い募金箱が沖縄県内各所に配置される
- 募金拠点は「愛の泉」という名称